# Aqua Data Studio
Aqua Data Studio è un software commerciale di gestione, amministrazione e sviluppo per database relazionali, realizzato e distribuito da AquaFold. La prima versione distribuita ufficialmente (con licenza libera) è stata Aqua Data Studio 1.5, messa a disposizione dal 13 gennaio 2003.

## Caratteristiche
Aqua Data Studio fornisce una serie di strumenti, basati su interfaccia grafica, per semplificare una serie di attività come l'interrogazione dati, la modellazione delle strutture dati, l'amministrazione dei server e il confronto e la conversione tra i database, sia a fini gestionali che di sviluppo.
Il software è in grado di interfacciarsi a tutti i principali database relazionali, sia commerciali che open source, consentendo anche la connessione contemporanea a più database anche di tipo diverso, adattandosi automaticamente ai vari dialetti SQL e alle specifiche definizioni dei tipi di dati.
L'applicazione è scritta nel linguaggio di programmazione Java, rendendo possibile l'esecuzione dell'applicazione in ambienti Windows, Linux e macOS.
Le caratteristiche del prodotto includono:
- Gestore grafico degli schemi di database, query e strumenti di analisi e modifica dei dati
- Interfaccia a riga di comando SQL e terminale SSH
- Strumenti di importazione/esportazione
- Strumenti amministrativi
- Strumenti di comparazione tra schemi
- Modellatore per grafici ER e query
- Debugger SQL
- Integrazione con i sistemi di controllo di versione Subversion, Git, Perforce e CVS
- Interfaccia utente multilingua
- Visual Analytics

Aqua Data Studio si può connettere a più database contemporaneamente, inclusi database di diverso tipo. 
Aqua Data Studio si adatta automaticamente ai vari dialetti SQL e alle definizioni dei tipi dati dei Database relazionali supportati. Aqua Data Studio si connette ai seguenti database:
Apache Derby, Aster Data System nCluster, DB2 iSeries, DB2 LUW, DB2 z/OS, Greenplum, Informix, MySQL, Netezza, Oracle, ParAccel, PostgreSQL, SQLite, Microsoft SQL Server, Sybase Anywhere, Sybase ASE, Sybase IQ, Teradata, Vertica.
Aqua Data Studio fornisce anche una API open in JavaScript, per l'integrazione delle sue funzionalità in applicazioni basate su web.
Dalla versione 15 è presente una nuova funzionalità che permette l'analisi dei risultati di una o più query, anche da origini differenti, in una visualizzazione a dashboard con grafici, filtri, dimensioni, misure e membri calcolati.

## Licenze
Aqua Data Studio è distribuito con licenza proprietaria commerciale a pagamento, ad eccezione degli sviluppatori di software open source qualificati per i quali è prevista una licenza gratuita.